# János Garay

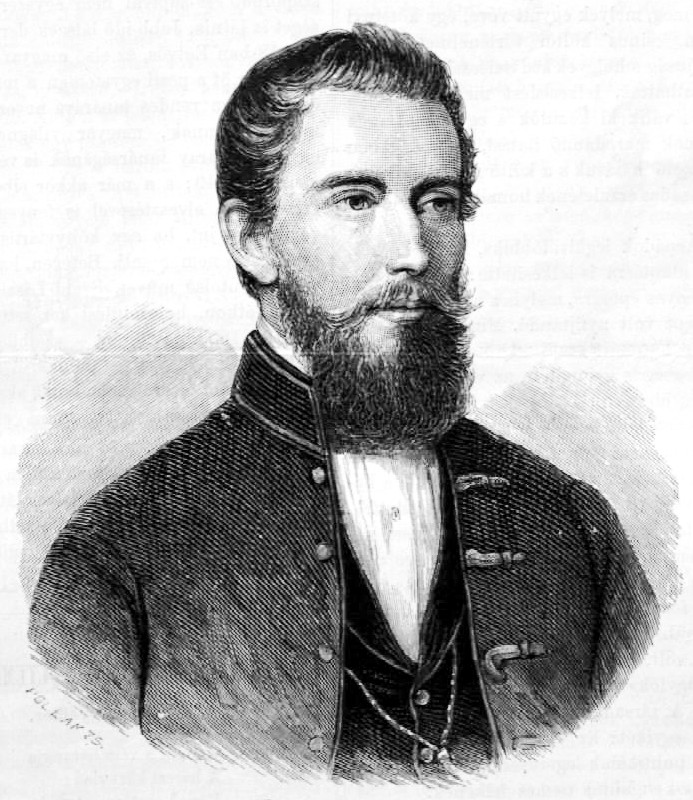
János Garay

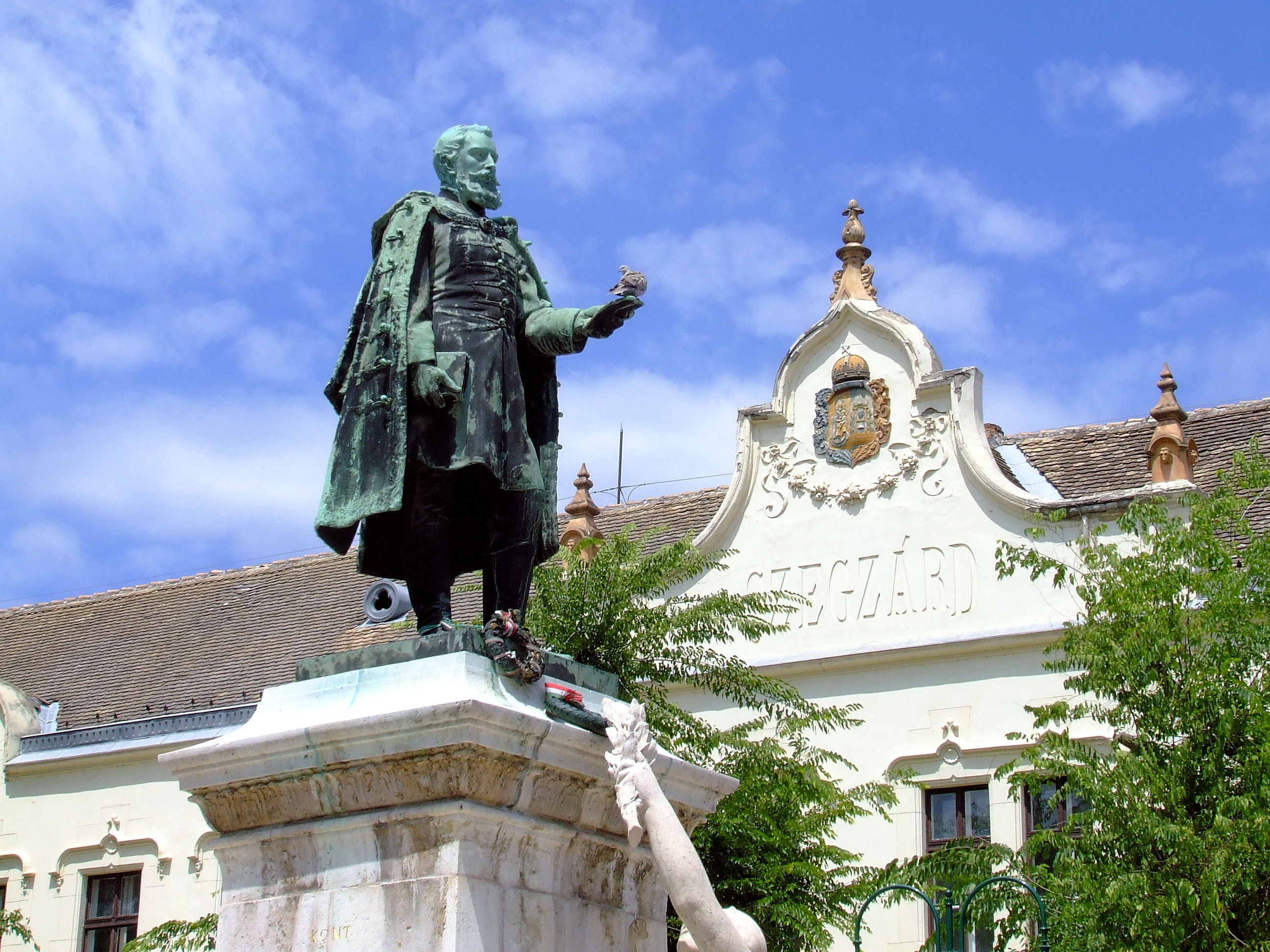
Pomnik Jánosa Garaya

János Garay (ur. 10 października 1812 r. w Szekszárdzie, zm. 5 listopada 1853 w Peszcie) – romantyczny poeta i dramatopisarz węgierski.
Dzieła jego zachęcały do walki wyzwoleńczej. W roku 1847 wydał zbiór ballad historycznych Az Árpádok. Történeti balladák- s mondákban (Historia Arpadów w balladach i podaniach). Założył Pesztańskie Stowarzyszenie Dramatyczne. Od 1839 był członkiem Węgierskiej Akademii Nauk. Od 1848 był profesorem literatury na uniwersytecie w Peszcie.
Za najbardziej znane dzieło Garaya uważany jest utwór o Jánoszu Hárym, zatytułowany Az obsitos (Weteran) (1843).
Na jego podstawie węgierski kompozytor Zoltán Kodály stworzył operę Háry János (1926), później suitę symfoniczną o tym samym tytule.